# Casimir Mayran
Pour les articles homonymes, voir Mayran.
Antoine-Barthélemy-Casimir Mayran (28 février 1818, Espalion - 30 janvier 1892, Paris 8e) est un homme politique français.

## Biographie
Installé jeune à Paris, il y dirige une importante maison de commerce. 
Après avoir réalisé une grosse fortune, il retourne à Espalion en 1853, où il se livre à l'agriculture. Il devient conseiller général de l'Aveyron et vice-président du conseil, puis président du comité vinicole de l'arrondissement d'Espalion, et reçut plusieurs récompenses aux expositions. Il acquiert le château de la Baume.
Le 30 janvier 1876, il est élu sénateur de l'Aveyron. Il siège à droite à la Haute Chambre, et vote la dissolution de la Chambre basse demandée par le ministère de Broglie, le 23 juin 1877. 
Réélu, le 25 janvier 1885, au renouvellement triennal, il reprend sa place à droite, combat la politique du gouvernement.